# U.S. Route 20
La U.S. Route 20, o U.S. Highway 20, (US 20) è un'autostrada che attraversa gli Stati Uniti in direzione ovest-est che si estende per 5415 chilometri e collega Newport con Boston.
Lungo questa strada, nei pressi della città di Casper (Wyoming) si trova il dirupo Hell's Half Acre.